# Nederland op het Eurovisiesongfestival 2001
Nederland nam deel aan het Eurovisiesongfestival 2001 in Kopenhagen. Het was de 43ste deelname van het land aan het Eurovisiesongfestival. De NOS was verantwoordelijk voor de Nederlandse bijdrage.

## Selectieprocedure
Het Nationaal Songfestival werd op 3 maart 2001 gehouden in Ahoy' in Rotterdam en gepresenteerd door Paul de Leeuw.
Acht artiesten deden mee. De winnaar werd gekozen door 3 expertjury's en televoting.
| Volgorde | Artiest             | Lied                     | Punten | Plaats |
| -------- | ------------------- | ------------------------ | ------ | ------ |
| 1        | Friday Night Fever  | Love will rule the world | 10     | 5      |
| 2        | Céline & René       | Simply in love           | 9      | 6      |
| 3        | Bart Brandjes       | Count me out             | 34     | 4      |
| 4        | Paul de Graaf       | Laat je zien             | 8      | 7      |
| 5        | Ebonique            | So much love             | 54     | 2      |
| 6        | Montezuma's Revenge | Danielle                 | 36     | 3      |
| 7        | Michelle            | Out on my own            | 84     | 1      |
| 8        | Sven                | Fool for you             | 5      | 8      |

| Lied                     | Muzikanten | Componisten | Muziek-industrie | Televoting | Totaal |
| ------------------------ | ---------- | ----------- | ---------------- | ---------- | ------ |
| Love will rule the world | 5          | 3           | 0                | 2          | 10     |
| Simply in love           | 1          | 2           | 3                | 3          | 9      |
| Count me out             | 7          | 7           | 5                | 15         | 34     |
| Laat je zien             | 2          | 0           | 1                | 5          | 8      |
| So much love             | 10         | 12          | 7                | 25         | 54     |
| Danielle                 | 3          | 5           | 10               | 18         | 36     |
| Out on my own            | 12         | 10          | 12               | 50         | 84     |
| Fool for you             | 0          | 1           | 2                | 2          | 5      |

## In Kopenhagen
Nederland moest tijdens het Eurovisiesongfestival als eerste aantreden, voorafgaand aan IJsland. Op het einde van de puntentelling bleek dat Michelle op de achttiende plaats was geëindigd met een totaal van 16 punten. Door dit resultaat mocht Nederland niet deelnemen aan het Eurovisiesongfestival 2002.

### Gekregen punten
| 12 punten | 10 punten  | 8 punten | 7 punten | 6 punten   |
| --------- | ---------- | -------- | -------- | ---------- |
|           |            |          |          | - Portugal |
| 5 punten  | 4 punten   | 3 punten | 2 punten | 1 punt     |
| - Israël  | - Slovenië |          |          | - Rusland  |

### Punten gegeven door Nederland
Punten gegeven in de finale:
| 12 punten | Estland             |
| 10 punten | Denemarken          |
| 8 punten  | Frankrijk           |
| 7 punten  | Spanje              |
| 6 punten  | Griekenland         |
| 5 punten  | Litouwen            |
| 4 punten  | Slovenië            |
| 3 punten  | Turkije             |
| 2 punten  | Verenigd Koninkrijk |
| 1 punt    | Duitsland           |

1956 · 1957 · 1958 · 1959 · 1960 · 1961 · 1962 · 1963 · 1964 · 1965 · 1966 · 1967 · 1968 · 1969 · 1970 · 1971 · 1972 · 1973 · 1974 · 1975 · 1976 · 1977 · 1978 · 1979 · 1980 · 1981 · 1982 · 1983 · 1984 · 1985 · 1986 · 1987 · 1988 · 1989 · 1990 · 1991 · 1992 · 1993 · 1994 · 1995 · 1996 · 1997 · 1998 · 1999 · 2000 · 2001 · 2002 · 2003 · 2004 · 2005 · 2006 · 2007 · 2008 · 2009 · 2010 · 2011 · 2012 · 2013 · 2014 · 2015 · 2016 · 2017 · 2018 · 2019 · 2020 · 2021 · 2022 · 2023 · 2024 · 2025